# 萍鄉戰鬥
萍鄉戰鬥發生於1925年9月2日－7日，地點則是在中國贛西南。是北洋政府時期內戰之一，交戰兩方為國民革命軍三軍四師、三軍七師部及贛九混旅、贛一師部。